# Сипуха новобританська
Сипуха новобританська (Tyto aurantia) — вид совоподібних птахів з родини сипухових (Tytonidae).

## Поширення і місце проживання
Ендемік острова Нова Британія, який перебуває у складі Папуа Нової Гвінеї. Живе в низовинних лісах, хоча один зразок був отриманий на висоті 1000 м.